# Mutějovice
Mutějovice – gmina w Czechach, w powiecie Rakovník, w kraju środkowoczeskim.
Według danych z dnia 1 stycznia 2013 liczyła 796 mieszkańców.
W miejscowości jest stacja kolejowa Mutějovice.